# نووآلابردینو
نووآلابردینو (انگلیسی: Novoallaberdino) یک شهرک در شهرستان کویورگازینسکی جمهوری باشقیرستان در کشور روسیه است.